# تي. جي. بيري
تي. جي. بيري هو سياسي أمريكي، ولد في 11 سبتمبر 1965 في نورث كانساس في الولايات المتحدة. نشط حزبياً في الحزب الجمهوري. وقد انتخب عضو مجلس نواب ولاية ميزوري ‏.